# Astrostephane moluccana
Astrostephane moluccana is een zestienarmige zeester uit de familie Brisingidae.
De wetenschappelijke naam van de soort werd, als Brisinga moluccana, in 1916 gepubliceerd door Walter Kenrick Fisher. De soort werd door hem beschreven aan de hand van materiaal dat bij een tocht met het Amerikaanse onderzoeksschip Albatross tussen 1907 en 1910 was opgedregd van een diepte van 265 vadem (485 meter) in de wateren tussen Gilolo (nu Halmahera) en Kayoa in de Noord-Molukken.